# Wilfrid Kent Hughes
Wilfrid Kent Hughes, född 12 juni 1895, död 31 juli 1970, var en australisk friidrottare. Han deltog vid olympiska sommarspelen 1920.